# Amundsen–Scott (polární stanice)
Polární stanice Amundsen–Scott (anglicky Amundsen–Scott South Pole Station) je americká výzkumná stanice umístěná 100 m od Jižního zemského pólu v Antarktidě. Nedaleko stanice se nachází takzvaný Ceremoniální Jižní pól, kde vlají vlajky několika států spolupracujících na stanici a také speciální plaketa.
Pojmenována byla na počest Roalda Amundsena (jako první stanul v roce 1911 na jižním pólu) a jeho velkého soupeře Roberta F. Scotta (stanul na jižním pólu 17. ledna 1912 a na zpáteční cestě zahynul).
Speciální tradicí na stanici je pak 300 Club, jehož členové museli absolvovat nejdříve pobyt v sauně rozehřáté na teplotu 200 °F (93,33 °C) a poté vyjít ven do teploty nejvýše −100 °F (−73,33 °C).

## Budování stanice
Byla vybudována osmnáctičlennou skupinou z amerického námořnictva v listopadu 1956, od té doby byla permanentně obývána a udržována. V roce 1975 k ní přibyl Geodetický dóm – stavba ve tvaru kulového vrchlíku, 16 metrů vysoká, 50 metrů v průměru, která se stala hlavní budovou stanice a ke které byly roku 2003 přistavěny nové budovy vyvýšené stanice (Elevated station).

## Fungování stanice

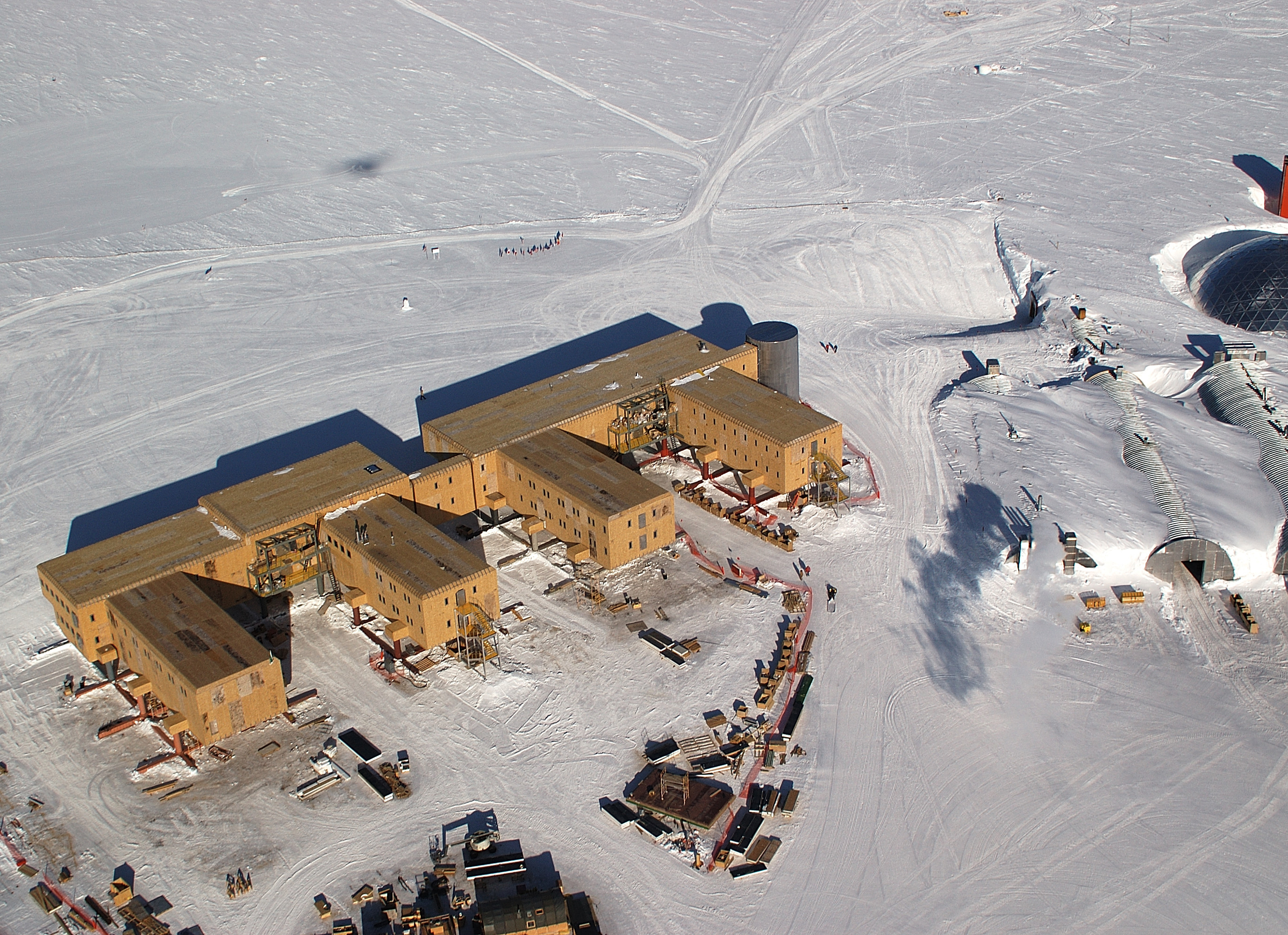
Letecký pohled na nové budovy stanice před dokončením (leden 2005)

V létě počet obyvatel stanice typicky převyšuje 200, přes zimu zůstává 80–90 lidí. Stanice je zcela soběstačná, energii dodávají tři elektrické generátory, poháněné motorem na kerosin.

### Dopravní spojení
Po stavbě geodetického dómu bylo zahájeno mezi stanicí a ostatním světem letecké spojení, kvůli čemu byla upravena 3658 m dlouhá přistávací dráha. Letecké spojení na Amundsen–Scott je zajištěno přes další stanici, McMurdo, která má pravidelná letecká spojení s Novým Zélandem.

## Výzkum
Výzkumná činnost stanice zahrnuje následující vědní obory:
- glaciologie
- geofyzika
- meteorologie
- fyzika vyšší atmosféry
- astronomie
- astrofyzika
- biomedicína

## Galerie

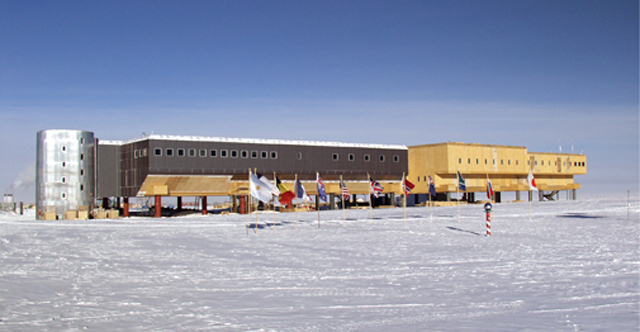
Pohled na Elevated station z jižního pólu
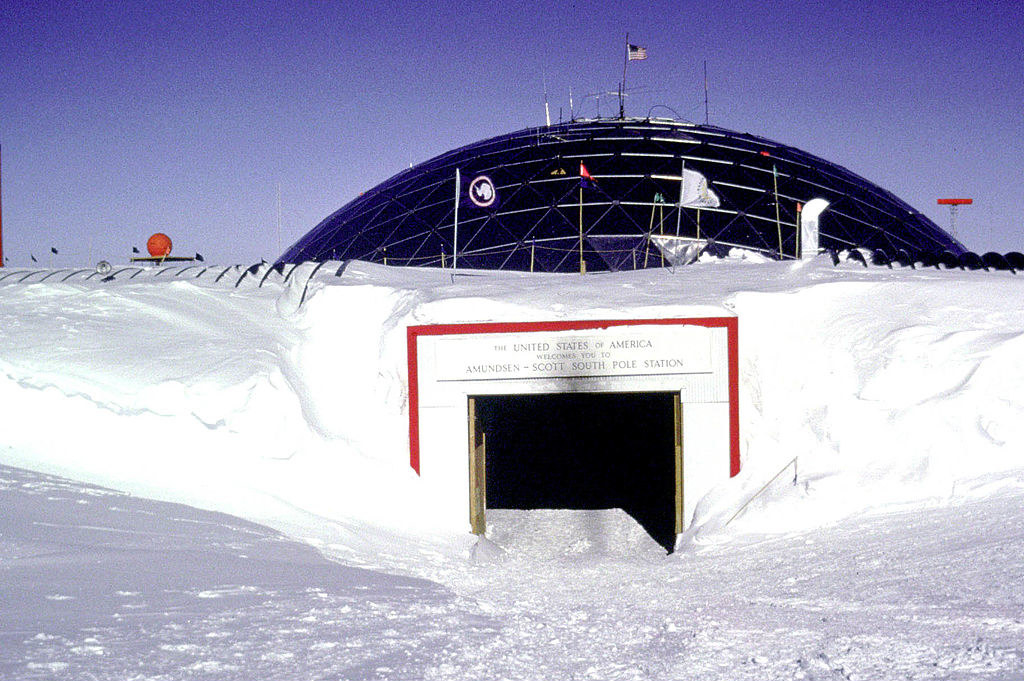
Vstup do Geodetického domu demontovaného v roce 2010
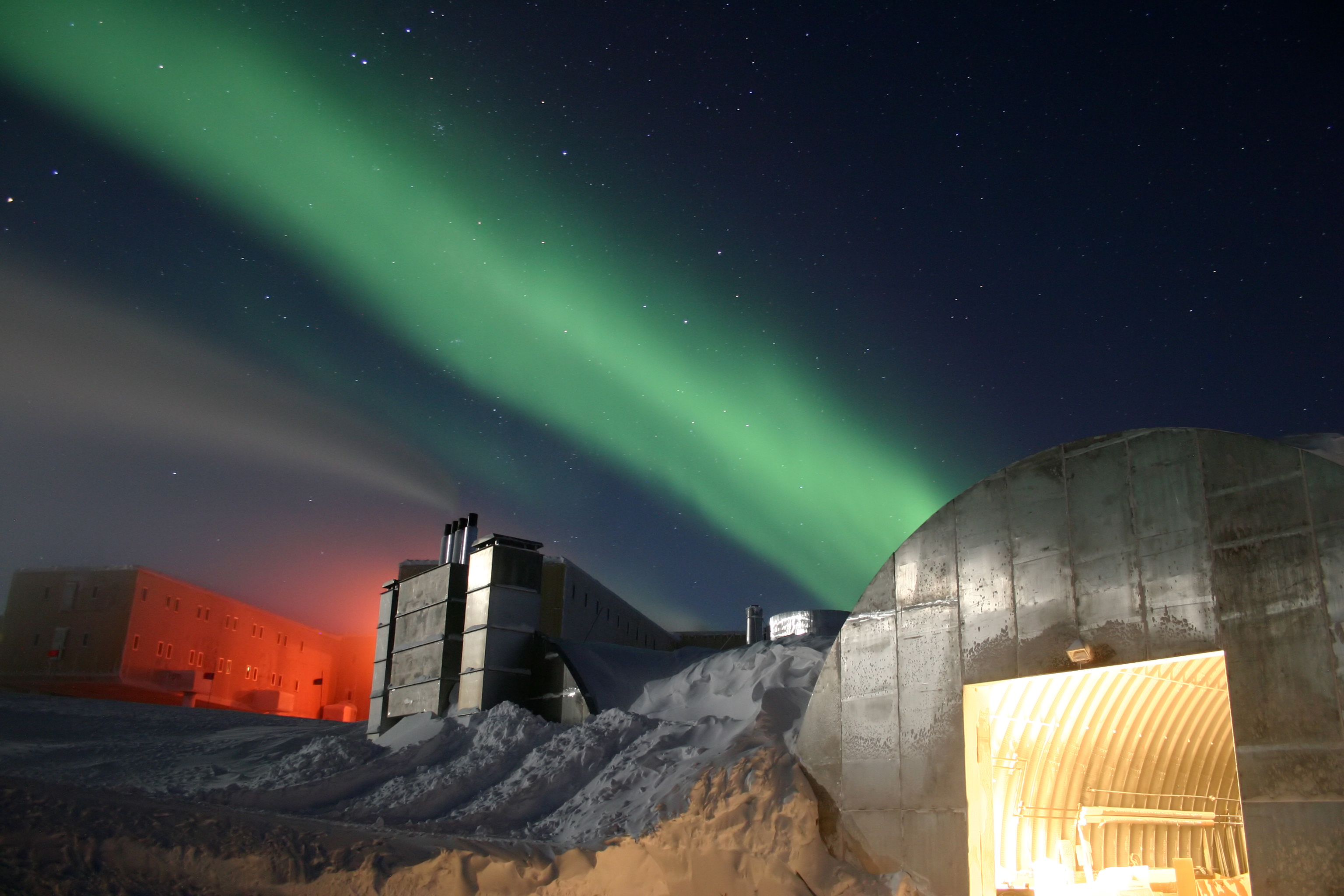
Stanice za polární noci, uprostřed je elektrárna, vpravo dole garáž a dílna pro mechaniky
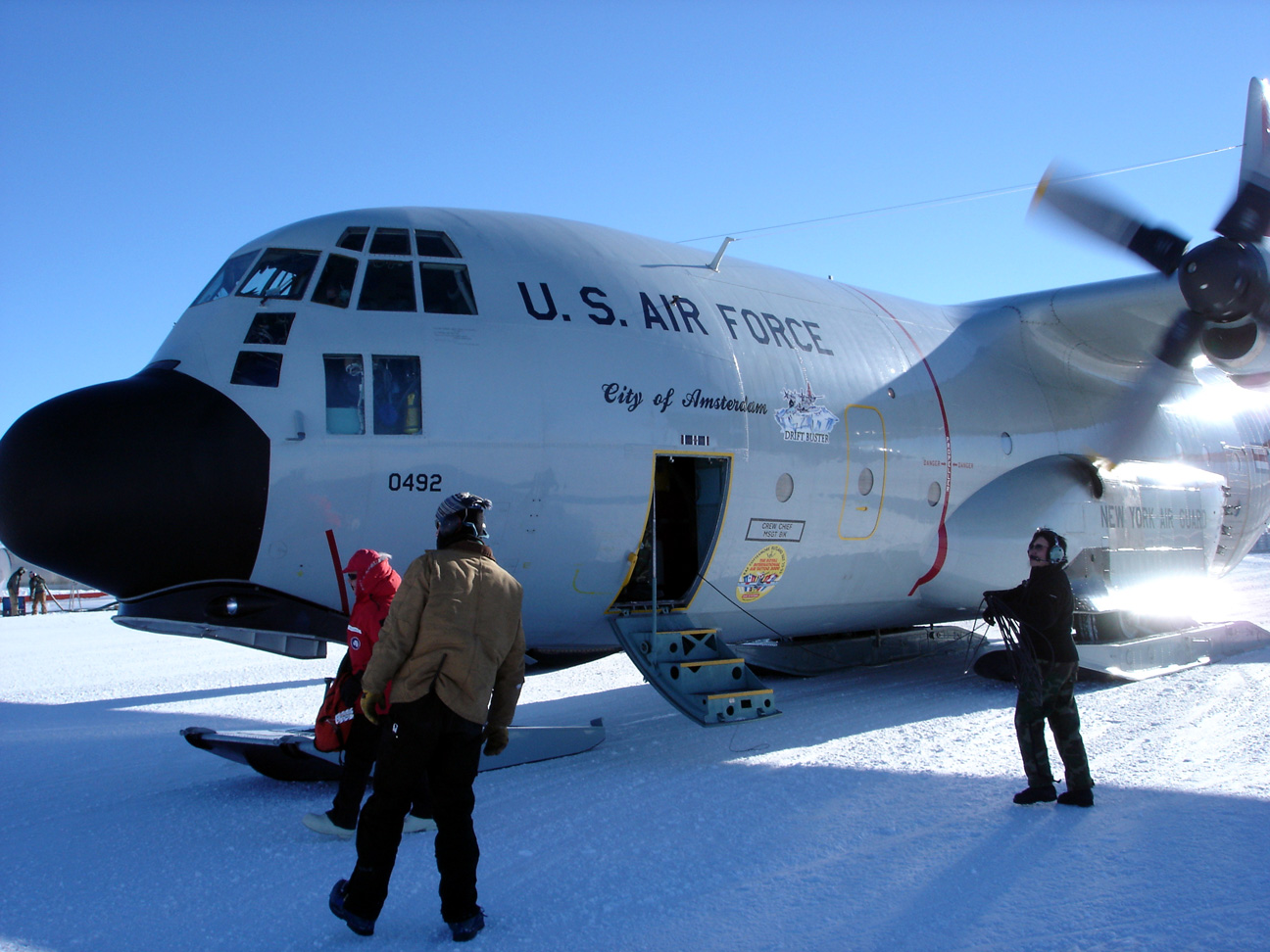
Dodávka surovin a jídla z upraveného LC-130 Hercules
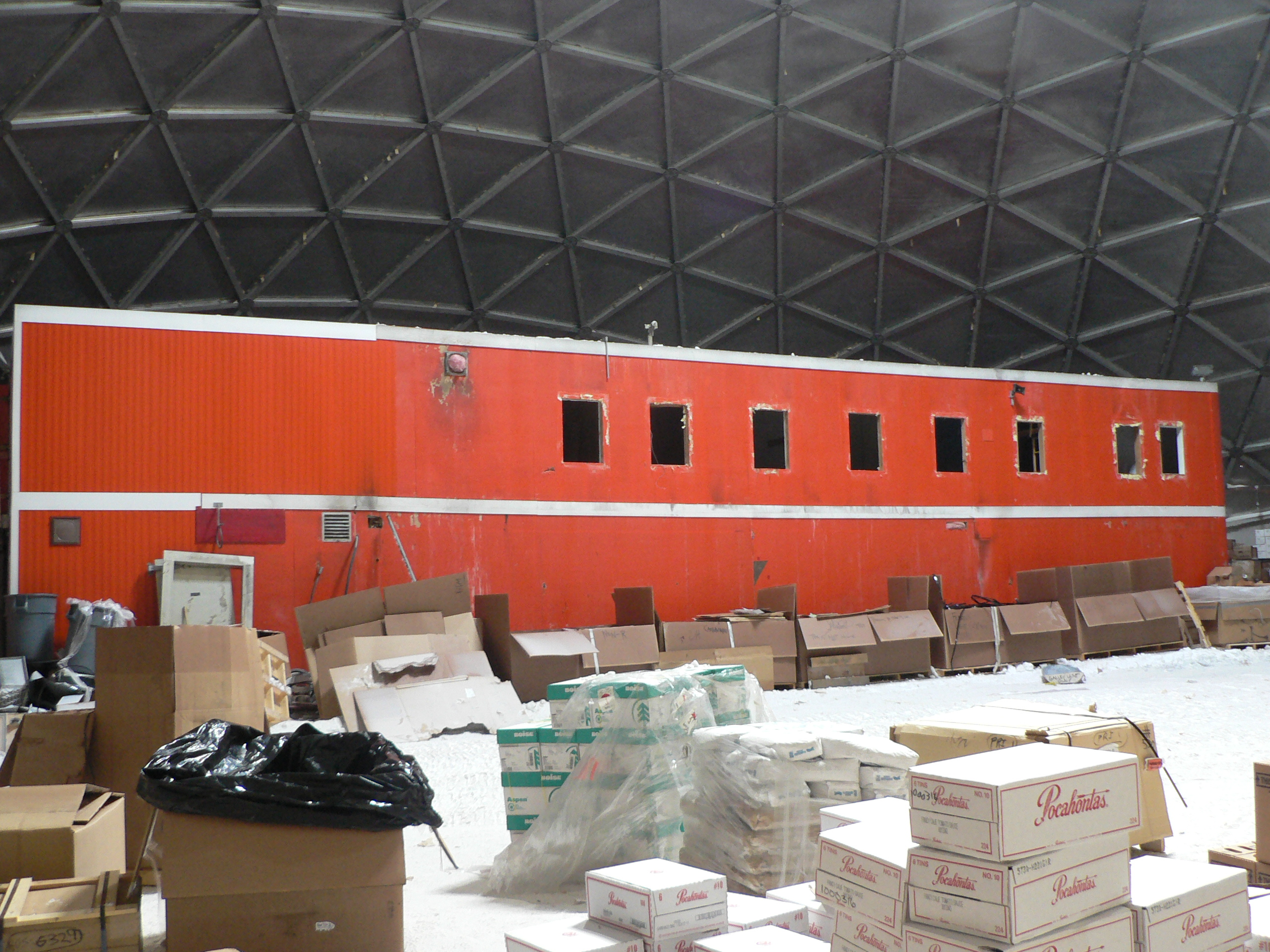
Uvnitř Geodetického dómu
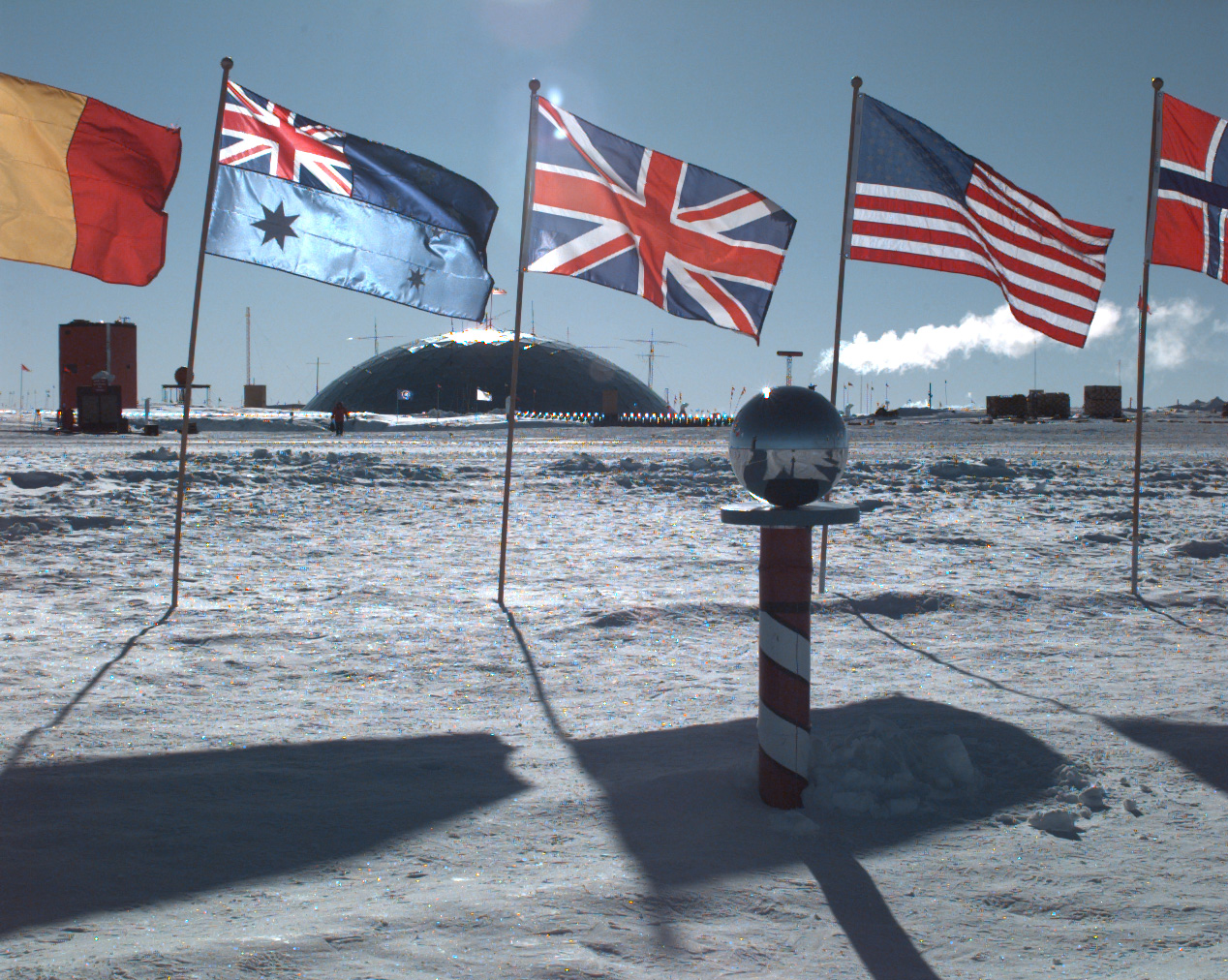
Demontovaný Geodetický dóm z jižního pólu
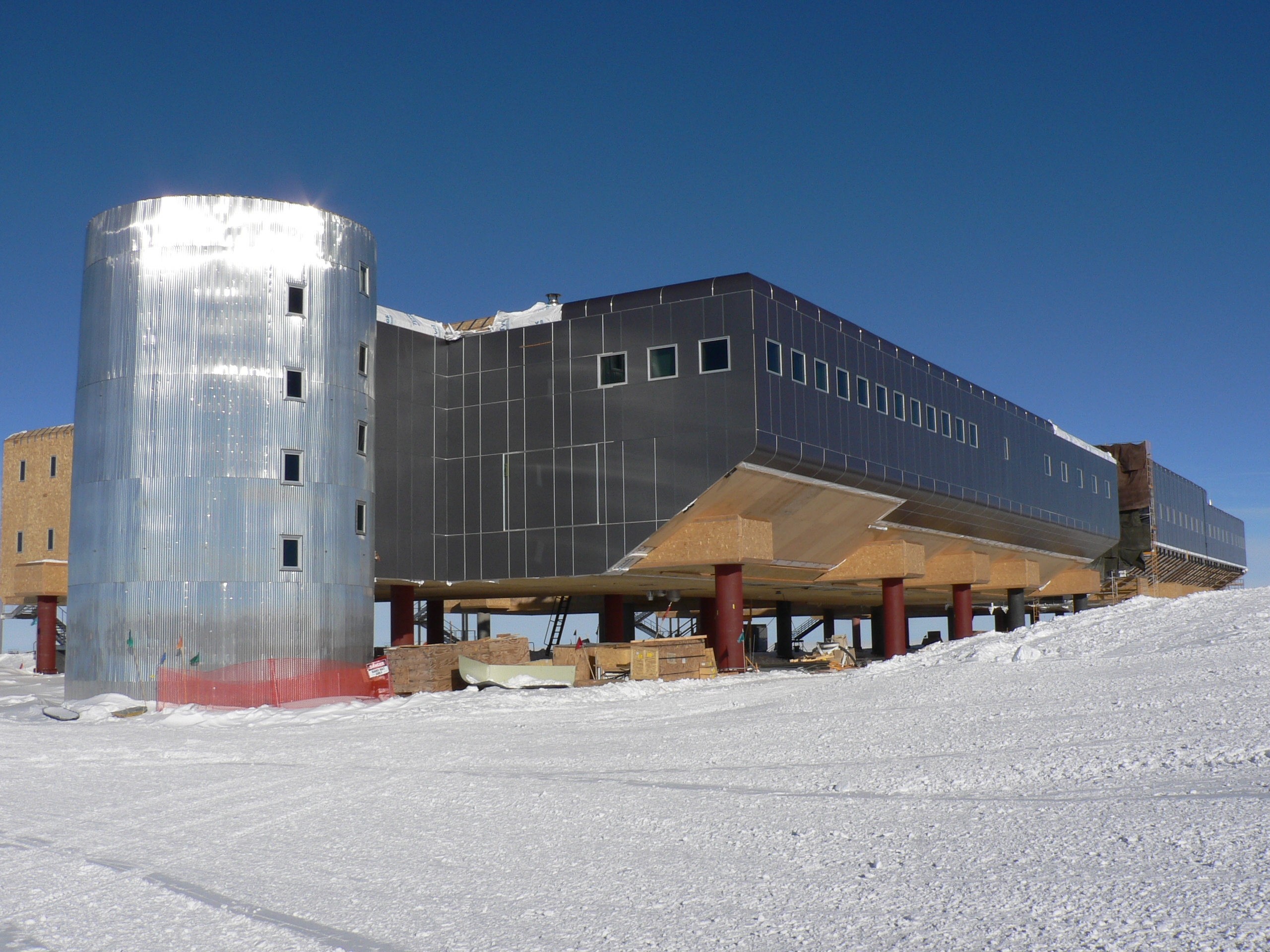
Větší detail Elevated station